# 리라 (통화)

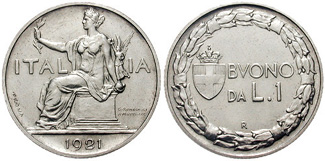

리라(Lira)는 여러 나라에서 사용되는 통화 명칭이다. 복수형은 리레(lire)이다.

## 나라별 리라

### 현재
- 튀르키예 리라
- 레바논 파운드
- 시리아 파운드
- 요르단 디나르

### 폐지
- 키프로스 파운드, 1879–2007
- 프랑스 리브르, 781–1794
- 이스라엘 리라, 1948–1980
- 이탈리아 리라, 1861–2002
- 이탈리아령 동아프리카 리라, 1938–1941
- 이탈리아령 소말릴란드 리라, 1925–1926
- 몰타 리라 1825–2007
- 나폴리 리라, 1812–1813
- 오스만 리라, 1844–1923
- 파팔 리라, 1866–1870
- 산마리노 리라, 1860년대–2002
- 사르데냐 리라, 1816–1861
- 바티칸 리라, 1929–2002
- 베네치아 리라, 1472-1807

## 같이 보기
- 파운드 (통화)